# Альбрехт III (герцог Саксен-Лауэнбурга)
Альбрехт III (1281 — 1308) — герцог Саксонии в 1282—1296 годах (совместно с братьями Эрихом I и Иоганном II и дядей Альбрехтом II), герцог Саксен-Лауэнбурга в 1296—1303 годах (совместно с братьями Эрихом I и Иоганном II) и герцог Саксен-Ратцебурга c 1303 года до своей смерти.

## Биография
Отец Альберта III, Иоганн I, в 1282 году отрёкся в пользу трёх своих сыновей, Альбрехта III, Эриха I и Иоганна II. Поскольку они все были несовершеннолетними, их дядя, Альбрехт II, стал регентом племянников. Когда Альбрехт III и его братья достигли совершеннолетия, они разделили герцогство между собой. Последний документ, в котором братья и их дядя Альбрехт II упоминаются как саксонские герцоги, датируется 1295 годом.
Разделение Саксонии на Саксен-Лауэнбург, совместно управляемый Альбрехтом III и его братьями, и Саксен-Виттенберг, управляемый их дядей Альбрехтом II, состоялось до 20 сентября 1296 года, когда Вирланд, Садельбанд (земля Лауэнбург), земля Ратцебург, земля Дарзинга (позже Амт-Нойхаус) и земля Хадельн упоминаются как отдельные территории братьев. Альбрехт II получил Саксен-Виттенберг вокруг одноименного города и Бельциг.
В 1302 году Альбрехт III женился на Маргарите, дочери маркграфа Бранденбурга Альбрехта III и вдове князя Польши Пшемысла II. У них было двое сыновей:
- Альбрехт (?—1344), жена— София Цигенхайнская
- Эрих (?—1338)

Альбрехт III и его братья сначала совместно управляли Саксен-Лауэнбургом, прежде чем разделить его на три части, в то время как эксклав Хадельн оставался совместно управляемой территорией. После этого Альбрехт III правил Саксен-Ратцебургом до своей смерти в 1308 году. Его брат Эрих I унаследовал часть земель Альбрехта III, в то время как его вдова Маргарита Бранденбургская сохранила за собой оставшуюся часть. После её смерти в 1315 году Эрих I также получил эти земли.
Другой его брат, Иоганн II тогда претендовал на часть территорий. В 1321 году Эрих передал Бергедорф (включая Виерланд) Иоганну II, чьи земли с того момента стали называться Саксен-Бергедорф-Мёльн, а Эрих стал известен как герцог Саксен-Ратцебург-Лауэнбурга.